# 星里望留
星里望留（1961年1月1日—），日本男性漫畫家。福岡縣北九州市出身。左撇子。

## 經歷
1980年代，主力在德間書店的雜誌投稿，後來受小學館編輯青睞，加盟該社。自此，主要在小學館的青年漫畫雜誌Big Comic(ビッグコミック)上連載作品，頗為活躍。相對來說，少寫長編作品，以中短編為多。
代表作有《無殼蝸牛連環泡》、《幸福的預感》等。

## 風格
畫風平實樸素，多以綫條鉤勒，不尚工筆。分境亦採取舒服流暢的手法，極少有氣勢磅礡的畫面。題材多着力於描繪日本當今社會人與人之間的交流（又稱為羈絆），以及新世代團體（包括家庭、公司）觀念的變化，團隊成員之間的衡突等，每每藉主角如何面對生活上的不如意，彰昭人性光明一面，帶出人情味之重要性與恆久性。

## 作品

### 漫畫作品
已譯成中文者：
- 危險女郎（封靜宜譯；臺灣：東立出版社；1994年12月）全4冊

　危険がウォーキング（東京：徳間書店；1986年－1989年）
- 幼齒女戰士（臺灣：大然出版社）全1冊

　かくてる・ポニーテール（東京：徳間書店；1990年）
- 歡喜小冤家（封靜宜譯；臺灣：東立出版社）全1冊 ISBN 9573415593

　いきばた主夫ランブル（東京：徳間書店；1989年）
- 馬赫守護神（葉秀滿譯；臺灣：大然出版社）全1冊

　わずかいっちょまえ（東京：徳間書店；1991年）
- 一半的感覺（莊湘萍譯；臺灣：尖端出版；1995年4月）全2冊 ISBN 9577126758 / ISBN 9577126766

　ハーフな分だけ（東京：小学館；1991年）
- 無殼蝸牛連環泡（ＹＯＫＯ譯；臺灣：尖端出版）全10冊

　りびんぐゲーム（東京：小学館；1991年－1993年）
- 我們結婚吧！（莊湘萍譯；臺灣：尖端出版；1995年4月）全6冊

　結婚しようよ（東京：小学館；1994年－1995年）
- 幸福的預感（徐淑娟譯；臺灣：尖端出版）全5冊

　夢かもしんない（東京：小学館；1996年－1997年）
- 蛋包飯（羅千雯譯；臺灣：尖端出版社;2001年6月）全5冊

　オムライス（東京：小学館；1998年－2000年）
- 真心愛著妳（王玉芝譯；臺灣：尖端出版社；2004年5月）全6冊

　本気のしるし（東京：小学館；2000年－2003年）
- 嬌妻選美記（彭信彰譯；臺灣：東立出版社；2003年7月）全2冊

　気になるヨメさん（東京：小学館；2002年）
- 月光公寓（張文俊譯；臺灣：東販出版；2005年4月）全4冊

　ルナハイツ（東京：小学館；2003年－2004年）
- 怪獸之家（張益豐譯；臺灣：東立出版社；2006年9月）全2冊

　怪獣の家（東京：小学館；2004年－2005年）
- 光速美眉（林琬淸譯；臺灣：東立出版社；2011年9月-）已出2冊

　光速シスター（東京：小学館；2008年 - 2014年、『ビッグコミックスペリオール』不定期連載、小学館、全3巻）
未有譯成中文者：
- パパと呼ばれたい（2007年、小学館、短編集『あっちもこっちも』に収録）
- 道草探検隊（2007年、小学館、短編集『あっちもこっちも』に収録）
- スイーツメモリーズ（2008年、小学館、短編集『あっちもこっちも』に収録）
- 星里もちる短編集 あっちもこっちも（2013年、小学館、短編集）
- 夜のスニーカー（2009年 - 2010年、集英社、全1巻）
- 晴れた日に遠くが見える（2009年、小池書院『大阪芸術大学大学漫画 Vol.12』掲載、『夜のスニーカー』に併録）
- ハルコの晴れの日（2010年 - 2012年、『まんがタイムオリジナル』、芳文社、全2巻）
- ちゃんと描いてますからっ！（2010年 - 2013年、『月刊COMICリュウ』（一時期、同誌公式ウェブサイト上での連載）、徳間書店、全4巻）
- やさしく!ぐーるぐる真紀（2014年 - 連載中、『月刊COMICリュウ』、徳間書店、既刊2巻）
- 週刊マンガ日本史第46号『野口英世』（2010年、朝日新聞出版）

### 其他作品
- 阿毛家的數位革命（李見裕譯；臺灣：博誌文化；2001年10月）ISBN：9575274288[1]

モチはモチ屋（毎日コミュニケーションズ；2000年）全1巻

## 外部連結
- （日語）http://mochiruhoshisato.web.fc2.com/ （页面存档备份，存于）
- （日語）http://mochiru86.blog107.fc2.com/[] （页面存档备份，存于）
- （日語）

## 註腳
1. ↑  出版資料見:
http://www.kingstone.com.tw/book/book_page.asp?kmcode=2014712292972 （页面存档备份，存于）